# Glądy (Grunwald)
Glądy (deutsch Glanden) ist ein Dorf in der polnischen Woiwodschaft Ermland-Masuren. Es gehört zur Gmina Grunwald (Landgemeinde Grünfelde) im Powiat Ostródzki (Kreis Osterode in Ostpreußen).

## Geographische Lage
Glądy liegt im südlichen Westen der Woiwodschaft Ermland-Masuren, 14 Kilometer südlich der Kreisstadt Ostróda (deutsch Osterode in Ostpreußen).

## Geschichte

### Ortsgeschichte
Erstmals erwähnt wurde Glanden im Jahre 1328. Mehrere Gehöfte rankten sich in dem Ort um einen sehr großen Hof. Am 7. Mai 1874 wurde Glanden Amtsdorf und damit namensgebend für einen Amtsbezirk im Kreis Osterode in Ostpreußen innerhalb des Regierungsbezirks Königsberg (ab 1905: Regierungsbezirk Allenstein) in der preußischen Provinz Ostpreußen.
170 Einwohner waren 1910 in Glanden registriert. Ihre Zahl stieg bis 1933 auf 210 und belief sich 1939 auf 173.
In Kriegsfolge wurden Glanden 1945 mit dem gesamten südlichen Ostpreußen an Polen angetreten. Das Dorf erhielt die polnische Namensform „Glądy“ und ist heute eine Ortschaft innerhalb der Gmina Grunwald (Landgemeinde Grünfelde mit Sitz in Gierzwałd (Geierswalde)) im Powiat Ostródzki (Kreis Osterode in Ostpreußen), bis 1998 der Woiwodschaft Olsztyn, seither der Woiwodschaft Ermland-Masuren (mit Sitz in Olsztyn (Allenstein)) zugehörig. Im Jahre 2011 zählte Glądy 105 Einwohner.

### Amtsbezirk Glanden (1874–1945)
In den Amtsbezirk Glanden wurden 1874 eingegliedert:
| Deutscher Name | Polnischer Name | Anmerkungen                                  |
| -------------- | --------------- | -------------------------------------------- |
| Bednarken      | Bednarki        |                                              |
| Glanden        | Glądy           |                                              |
| Rhein (Dorf)   | Ryn             |                                              |
| Ryn (Gut)      |                 | 1928 in die Landgemeinde Rhein eingegliedert |

## Kirche
Bis 1945 war Glanden in die evangelische Kirche Döhringen (polnisch Durąg) in der Kirchenprovinz Ostpreußen der Kirche der Altpreußischen Union, außerdem in die römisch-katholische Kirche Osterode in Ostpreußen (polnisch Ostróda) im damaligen Bistum Ermland eingepfarrt.
Heute gehört Glądy evangelischerseits zur Kirche Ostróda in der Diözese Masuren der Evangelisch-Augsburgischen Kirche in Polen sowie zur katholischen Pfarrei Szczepankowo (Steffenswalde) im jetzigen Erzbistum Ermland.

## Verkehr
Glądy liegt an einer Nebenstraße, die von Ostróda über Durąg (Döhringen) und Szczepankowo (Steffenswalde) bis nach Tułodziad (Taulensee) führt. Eine weitere von Kraplewo (Kraplau) und Ryn (Rhein) kommende Nebenstraße endet in Glądy. Eine Bahnanbindung besteht nicht.